# Лайфелд, Роб
Ро́берт Ла́йфелд (/ˈlaɪfəld/; англ. Robert Liefeld; род. 3 октября 1967) — американский автор комиксов. Известен созданием Кейбла и Дэдпула. Является одним из основателей Image Comics.
Лайфелда называют одной из самых скандальных фигур в индустрии комиксов за его навыки рисования, деловую практику и неоднозначные комментарии.

## Ранние годы
Лайфелд родился 3 октября 1967 года в семье баптистского священника и секретарши. Рос вместе со старшей сестрой в Анахайме (Калифорния).
Любовь к комиксам у Роба зародилась ещё в детстве, и он решил стать профессиональным художником. Для начала Лайфелд практиковался копировать рисунки из комиксов. Будучи старшеклассником, он прошёл базовые курсы по рисованию и посетил съезды комиксов, где познакомился с Джорджом Пересом, Джоном Ромитой-младшим, Джимом Шутером, Бобом Лейтоном, Майком Зеком и Марвом Вольфманом. Особое влияние на Роберта оказали Перес, Джон Бирн, Фрэнк Миллер и Артур Адамс.

## Избранная библиография

### Рисунки
- X-Factor #40, #52 (обложка), #54 (обложка)
- Uncanny X-Men #245
- New Mutants #85 (обложка), #86—91, #92 (обложка), #93—96, #97 (обложка), #98—100
- New Mutants Annual #5—6
- X-Force #1—13
- Wolverine vol. 2, #154, 155
- Marvel Comics Presents #52—53, 85—86
- Captain America vol. 2 #1—6
- Cable #71, 73, 75, 77
- Youngblood и Youngblood: Bloodsport
- Brigade
- Armageddon Now
- Smash
- Re:Gex
- Doom’s IV
- Teen Titans 27—28
- X-Force vol. 2, #1—6
- Onslaught Reborn #1—5
- What If vol. 2, #7
- Deadpool #900
- Prelude to Deadpool Corps #1
- Deadpool Corps #1—9
- The Infinite #1—6 (August 2011 — January 2012)
- Grifter #9—12, 0
- Hawk and Dove #1—5 (1988)
- Hawk and Dove Annual #1 (1990)
- Hawk and Dove #1—8 (2011—2012)
- Deathstroke vol. 2, #9—12, #0 (2012—2013)
- The Savage Hawkman #9—12
- Snake Eyes: Deadgame #1—6
- Image United #1—3 (2009—2010)

### Сценарий
- Deathstroke vol. 2, #9—12, 0 (сценарий); 13—14 (сюжет)
- Grifter #9-12, 0, 13—14
- Avengers vol. 2 #1—7
- Captain America vol. 2 #1—6
- New Mutants #98—100
- Marvel Comics Presents #52, 53, 99
- Prophet/Cable #1—2
- The Savage Hawkman #9—12, 0, 13—15
- Snake Eyes: Deadgame #1—6
- Wolverine vol. 2, #154—157
- X-Force #1—12
- X-Force: Shatterstar #1—4